# Valmara 69

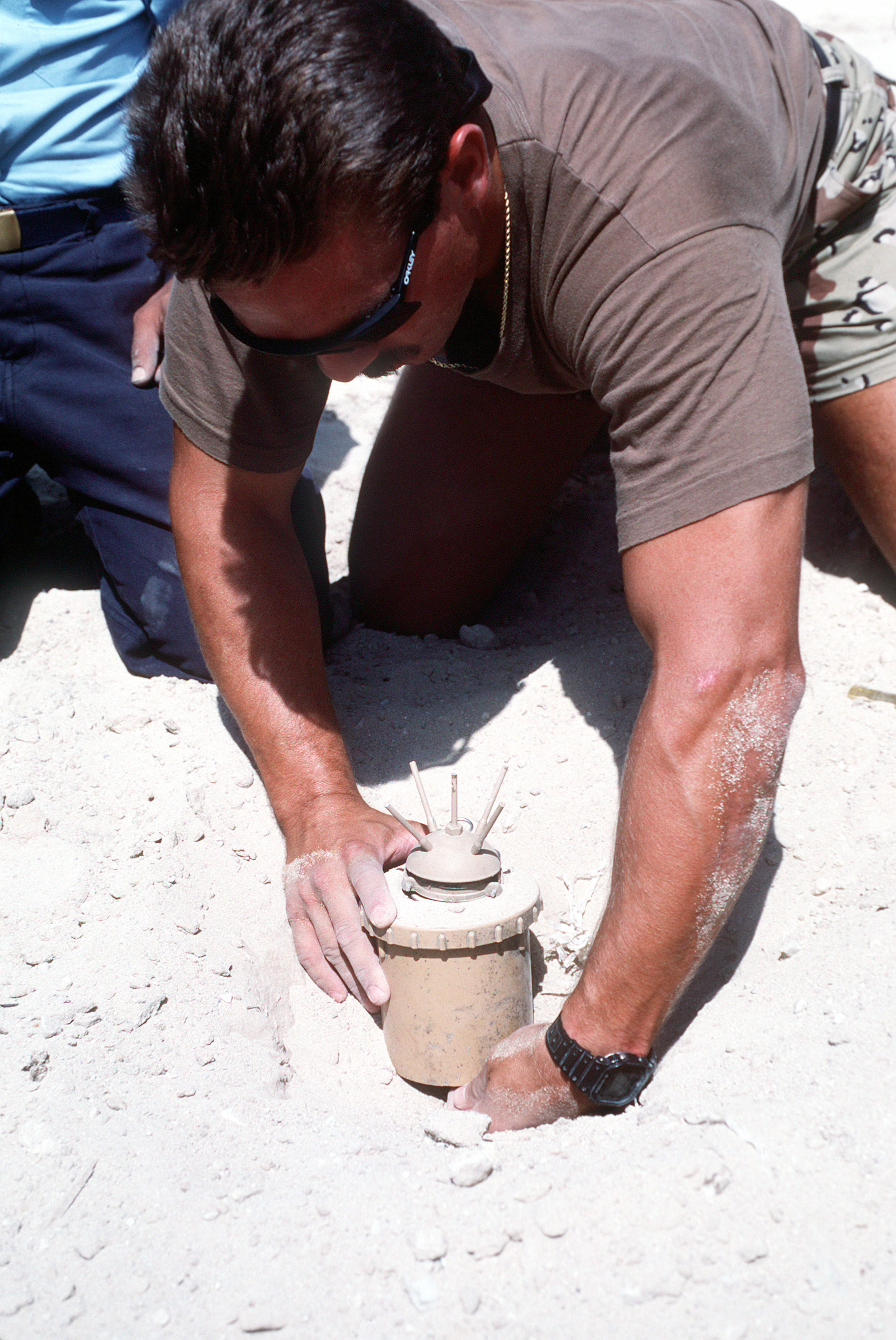
La mina Valmara 69 durante esercitazioni di sminamento dell'esercito degli USA in Kuwait, 1992.

La Valmara 69 o V-69 è una mina antiuomo saltante ideata dalla Valsella Meccanotecnica.
Sviluppata a partire dalla mina V-59, la mina non è più prodotta in Italia, ma numerose copie sono prodotte ancor oggi in altri paesi, tra cui Singapore.

## Descrizione
La mina presenta un corpo in plastica di colore verde oliva o sabbia contenente il nucleo saltante della medesima. All'apice della mina si trova un coperchio di forma circolare con cinque aste di metallo. La mina è attivata quando il coperchio viene toccato a causa di una sollecitazione o di una trazione su una delle cinque aste da parte di un filo di inciampo. Il meccanismo di lancio della mina non è influenzato da sovrapressione. Un percussore sotto il coperchio attiva una carica di lancio al centro della mina, tramite detonatore apposito, e proietta il cuore in acciaio dell'ordigno verso l'alto.
Raggiunta l'altezza di 45 cm un filo connettente l'involucro di plastica alla carica attiva un percussore a molla situato nel cuore della mina facendola detonare.
All'interno del corpo esplodente si trova circa un migliaio di schegge pretagliate. La mina ha un raggio letale dichiarato di 25 m, ma le schegge rappresentano un pericolo ben oltre questo raggio.
Il tempo di detonazione, dopo l'attivazione, è di circa un secondo e non c'è tempo di mettersi al riparo.
La mina ha un significativo contenuto in metallo, che la rende facilmente individuabile dal cercametalli. Tuttavia, come la maggior parte delle mine saltanti, le Valmara 69 sono nascoste alla vista e difficili da localizzare, soprattutto nel sottobosco.
Inoltre, le Valmara 69 possono essere piazzate insieme a mine a contenuto minimo di metallo come le VS-50, complicando le operazioni di sminamento.
Queste mine sono diffuse soprattutto in Angola, Egitto, Iran, Iraq, Kurdistan, Kuwait, Mozambico, Sudan e nel Sahara Occidentale.

## Specifiche tecniche
- Peso: 3,2 kg
- Contenuto in esplosivo: 420 g di Composizione B
- Diametro: 130 mm
- Altezza: 205 mm
- Pressione operativa: 10 kg premendo o 6 kg in tiro